# Sparganothoides xenopsana
Sparganothoides xenopsana es una especie de lepidóptero del género Sparganothoides, tribu Sparganothini, familia Tortricidae. Fue descrita científicamente por Kruse & Powell en 2009.
La longitud de las alas anteriores es de 11,9 a 13,1 milímetros. Se distribuye por México.